# Sandeep
 (mars 2020).
Si vous disposez d'ouvrages ou d'articles de référence ou si vous connaissez des sites web de qualité traitant du thème abordé ici, merci de compléter l'article en donnant les références utiles à sa vérifiabilité et en les liant à la section « Notes et références ».
Sandeep ou Sundeep (Devanagari: सन्दीप् sandīp or संदीप् saṃdīp) est un prénom populaire en Inde et au Népal.
Il se compose de deux éléments : sat (ou sam) et dīp. Sat renvoie à la bonté ou à la vertu, et dīp renvoie à la lumière. Saṃdīp, ou Sandeep, combine ces deux mots par le procédé grammatical du sandhi. Sandeep se comprend alors comme "lumière de vertu". Le mot saṃdīp en sanskrit peut signifier "illumination".
Ce prénom est essentiellement donné à des enfants issus de milieux hindous ou sikhs.
Le prénom est épicène, pouvant être porté par des filles ou des garçons, il est majoritairement masculin.
Dans la mythologie hindoue, Sandeepa est le nom du gourou de Krishna.

## Personnalités
- Sandeep Kumar, athlète.